# Instituto Mexicano del Sonido
Instituto Mexicano del Sonido (también conocidos abreviadamente como IMS) es el proyecto del músico mexicano Camilo Lara (Ciudad de México, 1975), en el que mezcla estilos mexicanos de folk con electrónica y hip hop.
Camilo Lara también participa en otros proyectos como Mexrrissey.

## Historia
En el 2006 salió su primer disco llamado Méjico Máxico bajo la disquera mexicana independiente Noiselab y, en España, por el sello madrileño Lovemonk. Este contiene fragmentos de cumbias, de cha cha chas, estructuras pop a veces, mucha electrónica juguetona, mucho Esquivel, textos de Juan Rulfo recitados por el propio Rulfo, dub y muchas cosas más. Surgido de pedacitos de más de trescientas canciones de los años 20 hasta los 60, "este disco refleja el color y el bullicio de una ciudad tan imprevisible como es México DF".
En el 2007 salió su segundo álbum llamado Piñata, el sencillo que se desprende de este álbum se llama El Micrófono, según él, este álbum contiene más ritmos que el disco anterior. La canción "El Micrófono" es parte de la banda sonora del videojuego FIFA 08, mientras que la canción "Alocatel" del FIFA 10, además el tema “A girl like you” es parte de la banda sonora de la primera temporada de la exitosa serie “Californication”.
En el 2009 lanza un tercer álbum llamado Soy Sauce con el sencillo "Hiedra Venenosa".
En 2010, el IMS musicalizó al segmento "Suave Patria" perteneciente al desfile del Bicentenario de la Independencia de México; el álbum de nombre homónimo, contiene 6 canciones que según un comunicado oficial, "crearon esta pieza musical tratando de evocar algunos pasajes de la Constitución Mexicana y representar un paisaje sonoro del Territorio Nacional". Este EP está disponible actualmente en la iTunes Store.
En 2012 lanza Político, su 4.º álbum de estudio con canciones que refieren, como el título del disco lo dice, al entorno más político. Com "Es Toy" como uno de los sencillos más exitosos.
En 2013, el IMS protagonizó (junto a Don Cheto) en la estación de radio East Los FM de Grand Theft Auto V, a la vez que su canción "Es Toy" aparece dentro del juego.
En 2014 Camilo Lara se encuentra grabando su 5.º álbum de estudio junto con Toy Selectah, Compass. Con la ayuda de Red Bull grabarán en estudios de Jamaica, EUA (Nueva York y Los Angeles), Londres y Brasil. El disco tendrá muchos colaboradores entre los que se incluyen:
Sly and Robbie
Toots and Maytals
Gogol Bordello (Eugene)
Nina Sky
Money Mark
Mc Lyte
N.A.S.A.
Kool AD (Das Racist)
Kut Masta Kurt
Chrome Sparks
Eric Bobo (Cypress Hill)
Tanto Blacks
Chedda
Helado Negro
Kita Kaine
Notch
Maluca Mala
Benjamin Lozinger (Mø)
Dj Lengua
Matty Rico
Tiombe Lockhart
Angela Hunte
Mela Murder
Los Master Plus
Dj Lengua
Centavrvs
Sergio Mendoza
Jota (Los Planetas)
Carlos Ann
Ohmega Watts
Dj Dusty
Stro Elliot
Pharo (The Leftovers)
Dezzie Gee (The Leftovers)
Speakz
Ana Barbara (Regional Mexican Artist)
Nic Haircourt
Pilar (Los Abandoned)
Después de dos años ausente, Camilo lanza su nuevo sencillo "Mi T-Shirt De La NASA" en anticipación de su sexto álbum. Grabado en México, Jamaica y Los Estados Unidos su sexto álbum 'Disco Popular' será lanzado el 3 de noviembre de 2017. Cuenta con colaboraciones de: La Yegros, Calexico & Orquesta Mendoza, Press Kay, 
Lorna, Toots Hibbert, Sly & Robbie, Pamputae & Ranco and Adan Jodorowsky. 
En 2017 participa en la banda sonora de la película de Disney Pixar Coco como supervisor de la banda sonora, así como la inclusión del sencillo "Jálale" en su versión instrumental.
En 2021 lanza un remix para Run The Jewels de la mano del artista mexicano, Santa Fe Klan.

## Sincronizaciones

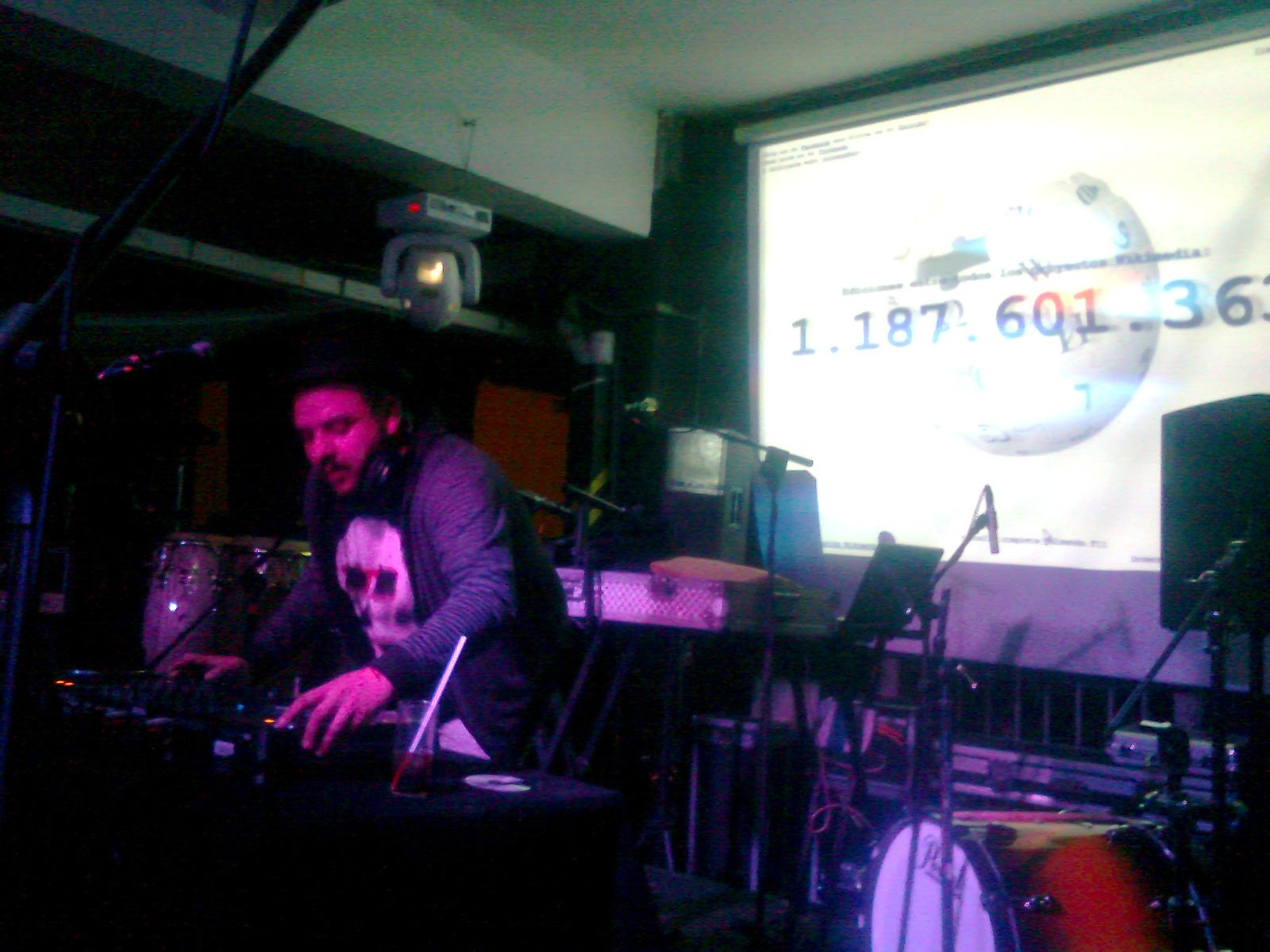
Camilo Lara mezclando el DJ set del IMS en la celebración de los diez años de Wikipedia en la Ciudad de México.

El IMS ha tenido apariciones con su música en: 
1. Pride And Glor
2. Post Grad
3. Counselor
4. Eastbound and Down
5. Big Love
6. Rudo Y Cursi
7. Y tu Mama También
8. Ugly Betty
9. Mad Money
10. Californication
11. Lie To Me
12. Eastwick
13. James American Rad Trip
14. Undercovers
15. Auction Hero
16. Grand Theft Auto V
17. Forza Horizon 5

## Discografía
;Álbumes de estudio
- 2006: Méjico Máxico
- 2007: Piñata
- 2009: Soy Sauce
- 2012:  Politico
- 2017: Disco Popular
- 2021: Distrito Federal

Extended Play
- 2006: Extra! Extra! Extra!
- 2010: Suave Patra
- 2015: Mexican Institute of Sound vs. Sant

Compilaciones
- 2024: Algo Ritmo

Bandas Sonoras
- 2023: A Million Miles Away